# Korcivka, Camenița
Korcivka (în ucraineană Корчівка) este un sat în comuna Abrîkosivka din raionul Camenița, regiunea Hmelnîțkîi, Ucraina.

## Demografie
Componența lingvistică a localității Korcivka
     Ucraineană (98,44%)
Conform recensământului din 2001, majoritatea populației localității Korcivka era vorbitoare de ucraineană (98,44%), existând în minoritate și vorbitori de alte limbi.